# Steinvik (stacja kolejowa)
Steinvik – stacja kolejowa w Steinvik, w regionie Hedmark w Norwegii, jest oddalony od Oslo Sentralstasjon o 203,80 km. Położony na wysokości 240,6 m n.p.m.

## Ruch pasażerski
Leży na linii Rørosbanen, jednej z dwóch równoległych linii kolejowych prowadzących z Oslo do Trondheim, mniej uczęszczanej i niezelektryfikowanej. Stacja obsługuje ruch dalekobieżny do Hamar, Røros oraz jedno połączenie dziennie do Trondheim S. 

## Obsługa pasażerów
Wiata, parking na 10 miejsc, parking rowerowy. Odprawa podróżnych odbywa się w pociągu.